# ブリタモリ大百科事典
『ブリタモリ大百科事典』（ブリタモリだいひゃっかじてん）とは、ニッポン放送で2005年10月8日から2006年3月25日に放送されていたバラエティ番組。

## 概要
2000年代前半、ニッポン放送の週末ナイターオフ枠にて、タモリの冠番組であった『タモリの週刊ダイナマイク』を編成して来たが、2005年度のナイターオフから、番組構成を大幅変更し、統一テーマとして「東京」を中心掘下げ、週替わりのテーマに対し、調査員がさまざまな物事を取材リポートを中心に深く掘り下げ、場合によっては特別編集員として、専門家がスタジオ出演若しくは電話中継を結ぶ。前後半のパートでの調査員レポートに対し、タモリが合否を付ける、所謂「独善的超密室系娯楽番組」として、タモリの趣味に精通する内容であった。
番組タイトルは『ブリタニカ百科事典』を捩っており、因みに、1982年にタモリが番組と同タイトルの「現代用語辞典 ブリタモリ」（講談社）を（赤塚不二夫、加藤芳一、長谷邦夫）との共著で出版している。
また、番組開始前の前年度にニッポン放送の経営権問題が発生した事により、スポーツ新聞紙上でタモリのナイターオフ番組の打切りを示唆されていたが、2005年度も編成され、番組最終回では、次シーズンも継続する体でリスナーに向けて挨拶をしたが、レギュラーでのタモリのナイターオフ番組は今番組が最後の番組となった。
後にタモリがニッポン放送にて番組出演を果たしたのが、この番組から7年後に編成された、ニッポン放送開局60周年 記念記念番組 「われらラジオ世代」迄、編成される事が無かった。

## 出演者

### メインパーソナリティ
- タモリ

### アシスタント
- 山本まゆ子（当時：ニッポン放送アナウンサー）

### リポーター
調査員の扱い
- 増田みのり（当時：ニッポン放送アナウンサー）
- 鈴木芳彦（当時：ニッポン放送アナウンサー）

## 放送時間
※JST表記
- 土曜 19:00 - 20:30

### 放送時間変更等
2005年
- 10月15日：2005 パ・リーグプレーオフ 第2ステージ 第3戦 福岡ソフトバンクホークス×千葉ロッテマリーンズ 中継のため休止
- 10月22日：2005 日本シリーズ 第1戦 千葉ロッテマリーンズ×阪神タイガース 中継のため休止
- 12月24日：特別番組『第31回ラジオ・チャリティー・ミュージックソン』放送のため休止

2006年
- 2月18日：キリンチャレンジカップ2006年 日本×フィンランド 中継のため後ろ倒しされ、22:00 - 23:30の放送に変更
- 2月25日：WBC 2006練習試合 日本×12球団選抜 中継のため休止
- 3月4日：WBC 2006 アジアラウンド  日本×台湾 中継のため休止

## タイムテーブル
- 19:00　オープニングトーク
- 19:10　山本まゆ子の東京ローカル通信
- 19:20　鈴木芳彦アナのレポートコーナー
- 19:35　タモリの東京学
- 19:45　りそな銀行 Presents ブリタモリ応接室～社長さんがやってきた!～
- 20:00　増田みのりアナのレポートコーナー
- 20:10　本日の特別編集員登場
- 20:20　今週のプレゼント
- 20:25　お便り紹介&エンディングトーク